# Lütjensee
Lütjensee (dolnoniem. Lüttensee) – gmina w Niemczech, w kraju związkowym Szlezwik-Holsztyn, w powiecie Stormarn, wchodzi w skład urzędu Trittau.